# Morangueiro
- Commons
- Wikispecies

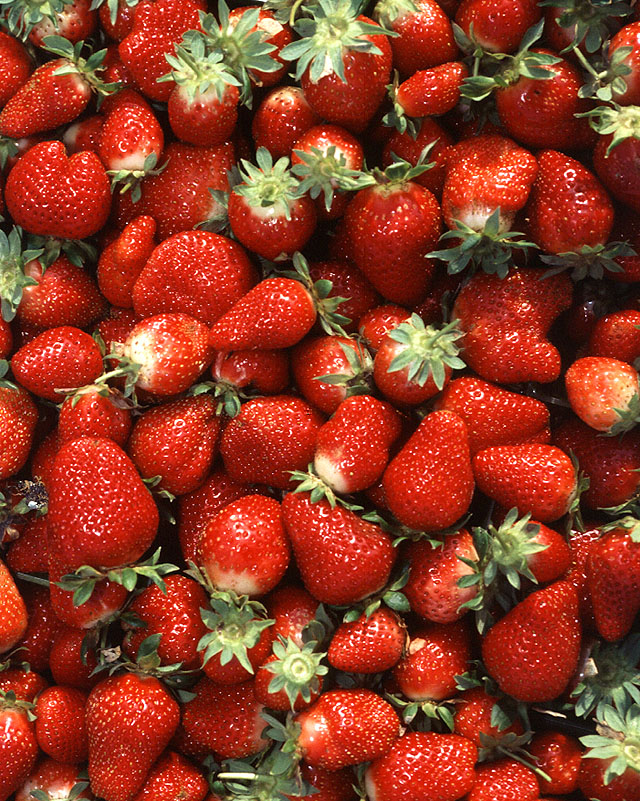
Morangos

Morangueiro é o nome comum de um conjunto de espécies, com seus híbridos e cultivares, do género Fragaria L., que produz o morango, incluindo um conjunto alargado de espécies e variedades silvestres.
Existem mais de 20 espécies do género Fragaria que recebem a designação comum de morangueiro, com ampla distribuição nas zonas temperadas e sub-tropicais.
Apesar de algumas diferenças anatómicas típicas, a classificação das espécies assenta essencialmente sobre o número de cromossomas, sendo que existem sete tipos básicos de cromossomas que todas as espécies e seus híbridos possuem em comum. A grande distinção resulta do grau de poliploidia que as espécies exibem.
Algumas espécies são diploides, isto é têm dois conjuntos dos sete cromossomas básicos (14 cromossomas no total), outras são tetraploides (quatro conjuntos, 28 cromossomas), hexaploides (seis conjuntos, 42 cromossomas), octoploides (oito conjuntos, 56 cromossomas) ou decaploides (dez conjuntos, 70 cromossomas).
Como regra geral, embora com algumas excepções notáveis, as espécies de morangueiro com mais cromossomas tendem a ser mais robustas e maiores, produzindo também em geral morangos maiores.
O morango é rico em vitamina C e, por isso, o consumo da fruta evita a fragilidade dos ossos e a má formação dos dentes. Ele também dá resistência aos tecidos, age contra infecções, ajuda a cicatrizar ferimentos e evita hemorragias.
O morango também possui, em menor quantidade, vitamina B5, conhecida como ácido pantotênico. Ela tem a função de evitar problemas de pele, do aparelho digestivo e do sistema nervoso.
Na fruta, também é encontrado ferro, que faz parte da formação do sangue.
É um pseudofruto, pois na verdade, o verdadeiro fruto são os "pontos pretos" ao redor do morango, porém, todo o receptáculo do morango se torna carnoso e suculento.

## Espécies
Espécies diploides:
- Fragaria daltoniana
- Fragaria iinumae
- Fragaria nilgerrensis
- Fragaria nipponica
- Fragaria nubicola
- Fragaria vesca (o morango silvestre europeu)
- Fragaria viridis
- Fragaria yezoensis

Espécies tetraploides:
- Fragaria moupinensis
- Fragaria orientalis

Espécies hexaploides:
- Fragaria moschata

Espécies e híbridos octoploides:
- Fragaria x ananassa (o morangueiro agrícola mais comum)
- Fragaria chiloensis
- Fragaria iturupensis
- Fragaria virginiana

Espécies e híbridos decaploides:
- Fragaria × Potentilla
- Fragaria × vescana

## Classificação do gênero
| Sistema | Classificação                      | Referência               |
| ------- | ---------------------------------- | ------------------------ |
| Linné   | Classe Icosandria, ordem Polygynia | Species plantarum (1753) |

## Cultivo do Morangueiro
A plantação do morangueiro poderá ser feita por semente, que é bem mais difícil e exige ambiente profissional, ou a partir de uma planta já existente. Neste caso, basta trabalhar os estrobos que o morangueiro começa a lançar após um tempo, recepcionando-os em copos ou vasos laterais.